# مزوشاش
مزوشاش (به مجاری:  Mezősas) یک منطقهٔ مسکونی در مجارستان است که در ناحیه برتیواوی‌فالو واقع شده‌است. مزوشاش ۲۶٫۳۹ کیلومتر مربع مساحت و ۶۶۵ نفر جمعیت دارد.